# Nachal Solela
Nachal Solela (hebrejsky נחל סוללה) je vádí v jižním Izraeli, v centrální části Negevské pouště.
Začíná v nadmořské výšce přes 300 metrů jižně od města Beerševa a severně od průmyslové zóny Ramat Chovav. Směřuje pak k severu mírně zvlněnou krajinou s rozptýleným beduínským osídlením. Prochází mezi vrchy Giv'at Chablanim a Giv'at Con. Koryto vádí volně sleduje těleso dálnice číslo 40 a pak lokální silnice číslo 406. Podél nich vede rovněž těleso železniční tratě (průmyslová vlečka do zóny Ramat Chovav). Od jihu pak vstupuje do zastavěného území města Beerševa, kde zleva ústí do vádí Nachal Beka.